# SCM Holdings
System Capital Management of SCM (Oekraïens: Систем Кепітал Менеджмент) is een Oekraïense financiële en industriële holdingmaatschappij, met het hoofdkwartier in Donetsk in het oostelijk deel van Oekraïne.
Het bedrijf wordt bestuurd door de Oekraïense zakenman Rinat Achmetov die 100% van de aandelen bezit. Volgens cijfers van het conglomeraat heeft de groep een omzet van zo'n 16 miljard Amerikaanse dollar, en activa ter waarde van zo'n 18 miljard dollar..